# Aidenlar (Adiljevaz)
Aidenlar é uma cidade (em turco: belde) no distrito de Adiljevaz, na província de Bitlisse, na Turquia. A cidade é povoada por curdos da tribo mamecuranitas (mamxuran). Segundo o censo de 2021, possui 2 053 habitantes. A cidade está dividida nos bairros de Ataturque (Atatürk), Budacle (Budaklı), Essentepe (Esentepe), Gultepe (Gültepe), Ismetpaxa (İsmetpaşa), Quexecle (Kışıklı) e Menderes.